# Fougerolles (Indre)
Pour les articles homonymes, voir Fougerolles.
Fougerolles est une commune française située dans le département de l'Indre, en région Centre-Val de Loire.

## Géographie

### Localisation
La commune est située dans le sud du département, dans la région naturelle du Boischaut Sud.
Les communes limitrophes sont : Saint-Denis-de-Jouhet (4 km), Sarzay (5 km), Chassignolles (6 km), Neuvy-Saint-Sépulchre (6 km) et Tranzault (8 km).
Les communes chefs-lieux et préfectorales sont : Neuvy-Saint-Sépulchre (6 km), La Châtre (9 km), Châteauroux (30 km), Issoudun (44 km) et Le Blanc (62 km).

### Hameaux et lieux-dits
Les hameaux et lieux-dits de la commune sont : les Clous, les Granges et Ribes.

### Géologie et hydrographie
La commune est classée en zone de sismicité 2, correspondant à une sismicité faible
.
Le territoire communal est arrosé par la rivière Vauvre.

### Climat
Pour des articles plus généraux, voir Climat du Centre-Val de Loire et Climat de l'Indre.
En 2010, le climat de la commune est de type climat océanique dégradé des plaines du Centre et du Nord, selon une étude du CNRS s'appuyant sur une série de données couvrant la période 1971-2000. En 2020, Météo-France publie une typologie des climats de la France métropolitaine dans laquelle la commune est exposée à un climat océanique altéré et est dans la région climatique Ouest et nord-ouest du Massif Central, caractérisée par une pluviométrie annuelle de 900 à 1 500 mm, maximale en automne et en hiver.
Pour la période 1971-2000, la température annuelle moyenne est de 11,1 °C, avec une amplitude thermique annuelle de 15,2 °C. Le cumul annuel moyen de précipitations est de 838 mm, avec 12,1 jours de précipitations en janvier et 7,5 jours en juillet. Pour la période 1991-2020, la température moyenne annuelle observée sur la station météorologique de Météo-France la plus proche, « Jeu-les-Bois-Auto », sur la commune de Jeu-les-Bois à 13 km à vol d'oiseau, est de 12,0 °C et le cumul annuel moyen de précipitations est de 746,6 mm,. Pour l'avenir, les paramètres climatiques de la commune estimés pour 2050 selon différents scénarios d'émission de gaz à effet de serre sont consultables sur un site dédié publié par Météo-France en novembre 2022.

### Voies de communication et transports
Le territoire communal est desservi par les routes départementales : 19, 19E, 75 et 927.

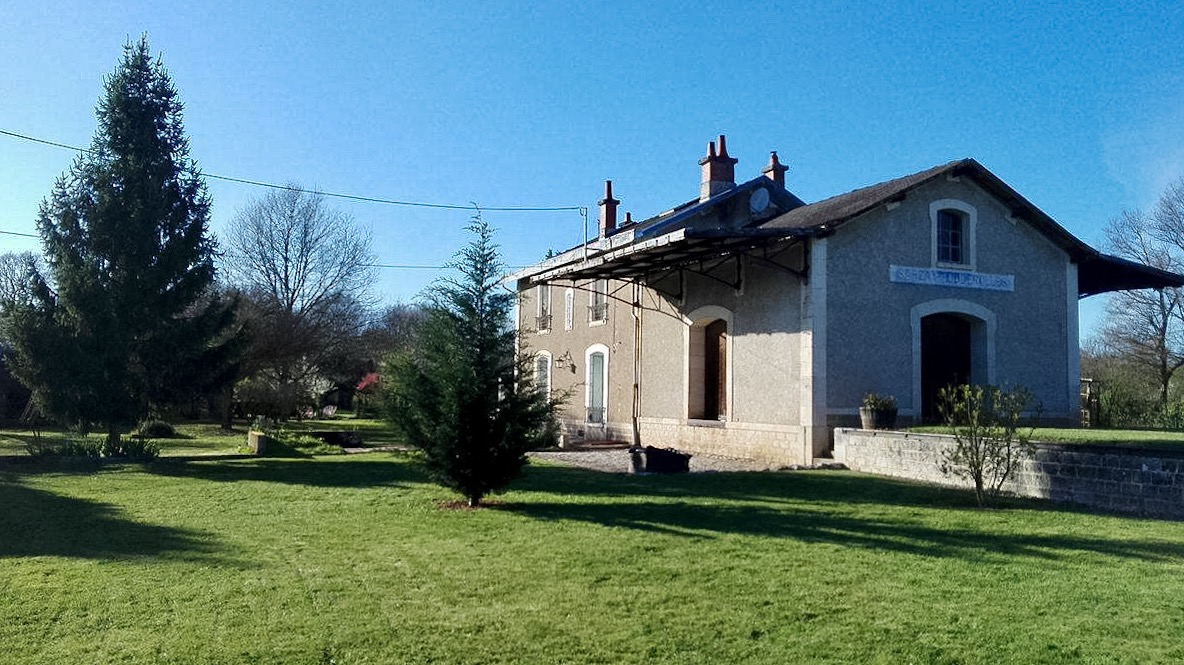
L'ancienne gare de Sarzay - Fougerolles en 2018.

La ligne d'Argenton-sur-Creuse à La Chaussée passait par le territoire communal, une gare (Sarzay - Fougerolles) desservait la commune. La gare ferroviaire la plus proche est la gare d'Argenton-sur-Creuse, à 29 km.
Fougerolles est desservie par la ligne H du Réseau de mobilité interurbaine.
L'aéroport le plus proche est l'aéroport de Châteauroux-Centre, à 39 km.
Le territoire communal est traversé par le sentier de grande randonnée 654.

## Urbanisme

### Typologie
Au 1er janvier 2024, Fougerolles est catégorisée commune rurale à habitat très dispersé, selon la nouvelle grille communale de densité à sept niveaux définie par l'Insee en 2022.
Elle est située hors unité urbaine. Par ailleurs la commune fait partie de l'aire d'attraction de Châteauroux, dont elle est une commune de la couronne,. Cette aire, qui regroupe 71 communes, est catégorisée dans les aires de 50 000 à moins de 200 000 habitants,.

### Occupation des sols
L'occupation des sols de la commune, telle qu'elle ressort de la base de données européenne d’occupation biophysique des sols Corine Land Cover (CLC), est marquée par l'importance des territoires agricoles (92 % en 2018), une proportion identique à celle de 1990 (92 %). La répartition détaillée en 2018 est la suivante : 
prairies (48,9 %), zones agricoles hétérogènes (22,9 %), terres arables (20,2 %), forêts (8 %). L'évolution de l’occupation des sols de la commune et de ses infrastructures peut être observée sur les différentes représentations cartographiques du territoire : la carte de Cassini (XVIIIe siècle), la carte d'état-major (1820-1866) et les cartes ou photos aériennes de l'IGN pour la période actuelle (1950 à aujourd'hui).

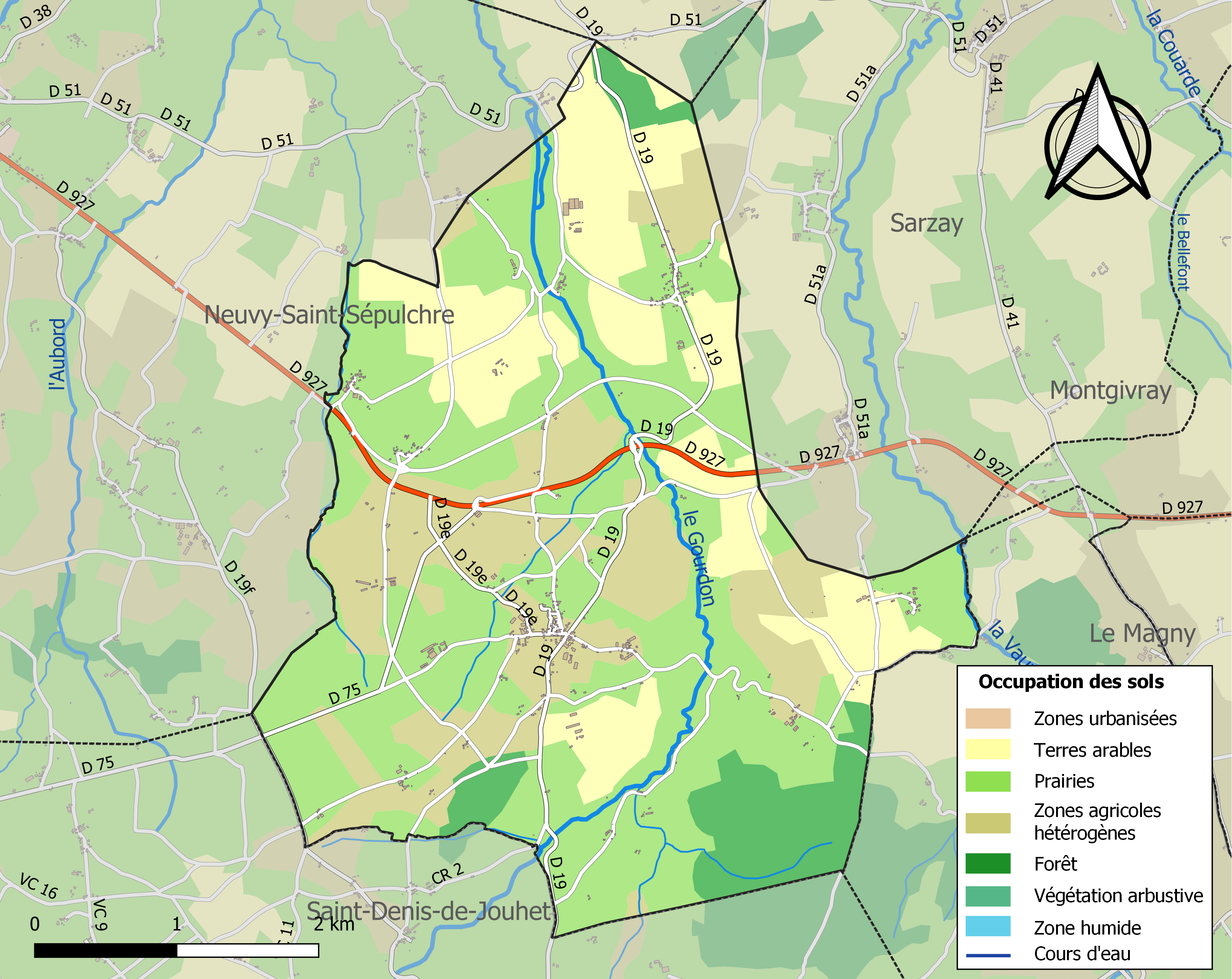
Carte des infrastructures et de l'occupation des sols de la commune en 2018 (CLC).

### Logement
Le tableau ci-dessous présente le détail du secteur des logements de la commune :
| Date du relevé                                              | 2013   | 2015   |
| Nombre total de logements                                   | 201    | 198    |
| Résidences principales                                      | 72,2 % | 70,1 % |
| Résidences secondaires                                      | 14,2 % | 10,3 % |
| Logements vacants                                           | 13,7 % | 19,6 % |
| Part des ménages propriétaires de leur résidence principale | 83,3 % | 89,3 % |

### Risques majeurs
Le territoire de la commune de Fougerolles est vulnérable à différents aléas naturels : météorologiques (tempête, orage, neige, grand froid, canicule ou sécheresse) et séisme (sismicité faible). Il est également exposé à un risque particulier : le risque de radon. Un site publié par le BRGM permet d'évaluer simplement et rapidement les risques d'un bien localisé soit par son adresse soit par le numéro de sa parcelle.

#### Risques naturels

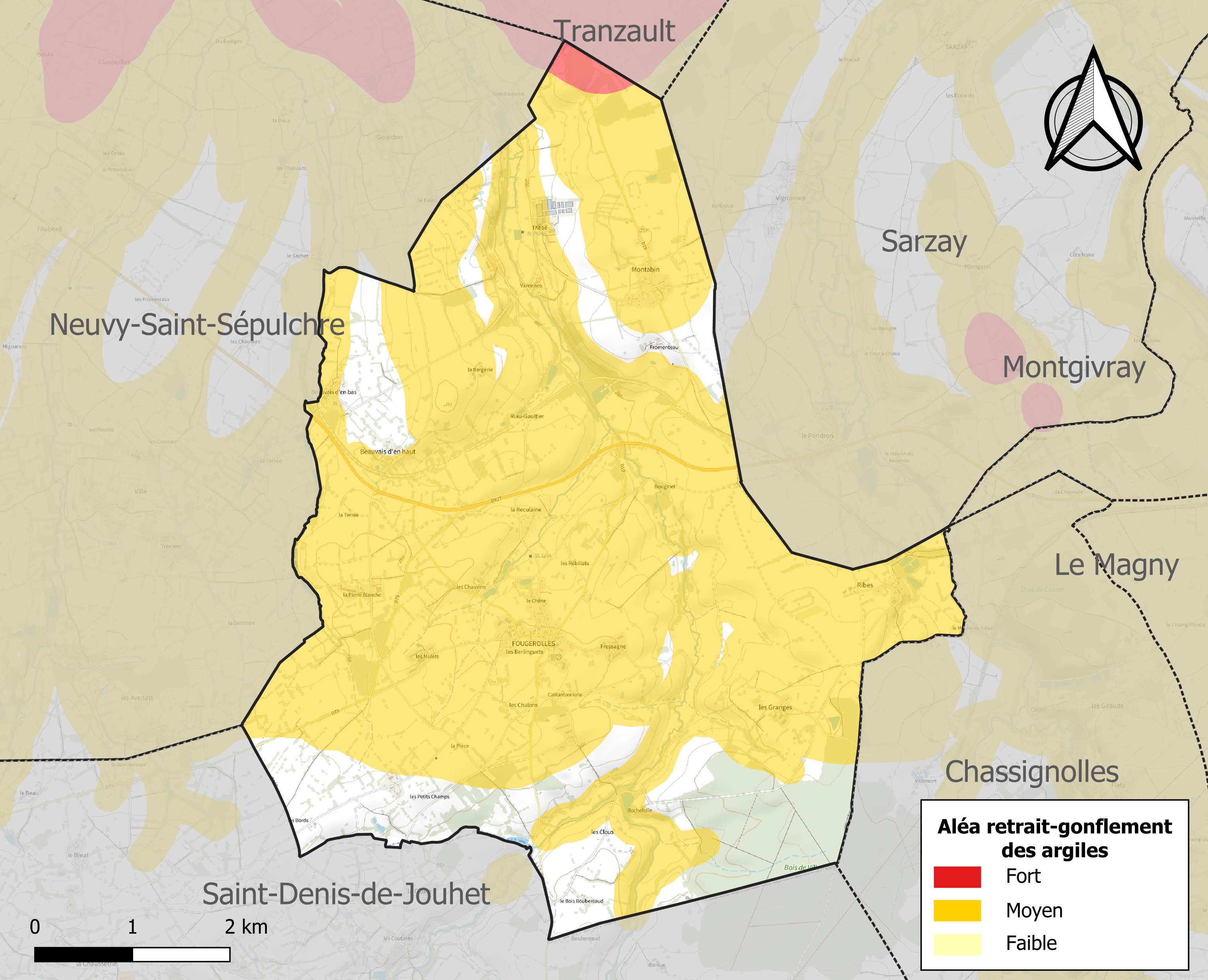
Carte des zones d'aléa retrait-gonflement des sols argileux de Fougerolles.

Le retrait-gonflement des sols argileux est susceptible d'engendrer des dommages importants aux bâtiments en cas d’alternance de périodes de sécheresse et de pluie. 79,6 % de la superficie communale est en aléa moyen ou fort (84,7 % au niveau départemental et 48,5 % au niveau national). Sur les 205 bâtiments dénombrés sur la commune en 2019, 184 sont en aléa moyen ou fort, soit 90 %, à comparer aux 86 % au niveau départemental et 54 % au niveau national. Une cartographie de l'exposition du territoire national au retrait gonflement des sols argileux est disponible sur le site du BRGM,.
Concernant les mouvements de terrains, la commune a été reconnue en état de catastrophe naturelle au titre des dommages causés par la sécheresse en 2011, 2018 et 2019 et par des mouvements de terrain en 1999.

#### Risque particulier
Dans plusieurs parties du territoire national, le radon, accumulé dans certains logements ou autres locaux, peut constituer une source significative d’exposition de la population aux rayonnements ionisants. Toutes les communes du département sont concernées par le risque radon à un niveau plus ou moins élevé. Selon la classification de 2018, la commune de Fougerolles est classée en zone 3, à savoir zone à potentiel radon significatif.

## Toponymie
Le nom est attesté sous les formes Falgerolas en 841, ecclesiam de Fulgerolas en 1123, ecclesiam Felgeroliam en 1108, Fungeroliis en 1272, parochia de Fogerolles en 1300, Faugerolie en 1309, Faugerolles en 1372, chastellenie de Fangerolles en 1471, de Fangerolis en 1652, Faugeroles en 1327, Faugeroliis en 1351.
Le toponyme dérive du français fougère, terme désignant la plante et bien représenté dans la microtoponymie.
Ses habitants sont appelés les Fougerollais.

## Histoire
La première mention écrite du village est datée de 841 avec une donation de la « villa de Falgerolas ». Cependant, la villa doit être plus ancienne et des traces d'habitat plus ancien, protohistoriques ou celtes, ont été relevées aux abords de Varennes.
Au Moyen Âge, l’ordre de Cîteaux possédait un monastère à Varennes. La fondation de l'abbaye est l'objet d'un conflit entre Garnier de Cluis et Ebbes de Déols dès 1148. Leur suzerain, Henri II Plantagenêt, met fin au conflit en se proclamant fondateur de l'abbaye en 1155 et fait placer sa pierre de fondation. En 1333, dans l'état des dîmes dues à Philippe VI, Varennes et Noirlac devaient donner 10 livres, ce qui fait supposer qu'elles avaient des revenus équivalents.
À côté des religieux, la seigneurie de Fougerolles s'était partagée entre plusieurs seigneurs habitant les châteaux de Fromenteau et de Rochefolle.

## Politique et administration
La commune dépend de l'arrondissement de La Châtre, du canton de Neuvy-Saint-Sépulchre, de la deuxième circonscription de l'Indre et de la communauté de communes du Val de Bouzanne.
| Période                                  | Période  | Identité                 | Étiquette | Qualité                                         |
| ---------------------------------------- | -------- | ------------------------ | --------- | ----------------------------------------------- |
| juin 1995,                               | 2020     | Marie-Jeanne Lafarcinade | DVD       | Exploitante agricole Conseillère départementale |
| 2020                                     | 2020     | Michel Foisel            |           |                                                 |
| 2020                                     | En cours | Arnaud Denormandie       |           |                                                 |
| Les données manquantes sont à compléter. |          |                          |           |                                                 |

## Population et société

### Démographie
L'évolution du nombre d'habitants est connue à travers les recensements de la population effectués dans la commune depuis 1793. Pour les communes de moins de 10 000 habitants, une enquête de recensement portant sur toute la population est réalisée tous les cinq ans, les populations de référence des années intermédiaires étant quant à elles estimées par interpolation ou extrapolation. Pour la commune, le premier recensement exhaustif entrant dans le cadre du nouveau dispositif a été réalisé en 2006.

En 2022, la commune comptait 352 habitants, en évolution de +2,03 % par rapport à 2016 (Indre : −3 %, France hors Mayotte : +2,11 %).
| 1793 | 1800 | 1806 | 1821 | 1831 | 1836 | 1841 | 1846 | 1851 |
| ---- | ---- | ---- | ---- | ---- | ---- | ---- | ---- | ---- |
| 581  | 457  | 467  | 493  | 533  | 530  | 596  | 595  | 573  |

| 1856 | 1861 | 1866 | 1872 | 1876 | 1881 | 1886 | 1891 | 1896 |
| ---- | ---- | ---- | ---- | ---- | ---- | ---- | ---- | ---- |
| 526  | 540  | 561  | 572  | 595  | 584  | 613  | 656  | 666  |

| 1901 | 1906 | 1911 | 1921 | 1926 | 1931 | 1936 | 1946 | 1954 |
| ---- | ---- | ---- | ---- | ---- | ---- | ---- | ---- | ---- |
| 728  | 667  | 633  | 526  | 498  | 500  | 462  | 474  | 433  |

| 1962 | 1968 | 1975 | 1982 | 1990 | 1999 | 2006 | 2011 | 2016 |
| ---- | ---- | ---- | ---- | ---- | ---- | ---- | ---- | ---- |
| 385  | 377  | 311  | 289  | 281  | 287  | 314  | 338  | 345  |

| 2021 | 2022 | - | - | - | - | - | - | - |
| ---- | ---- | - | - | - | - | - | - | - |
| 353  | 352  | - | - | - | - | - | - | - |

### Enseignement
La commune ne possède pas de lieu d'enseignement.

### Médias
La commune est couverte par les médias suivants : La Nouvelle République du Centre-Ouest, Le Berry républicain, L'Écho - La Marseillaise, La Bouinotte, Le Petit Berrichon, L'Écho du Berry, France 3 Centre-Val de Loire, Berry Issoudun Première, Vibration, Forum, France Bleu Berry et RCF en Berry.

## Économie
La commune se situe dans la zone d’emploi de Châteauroux et dans le bassin de vie de La Châtre.
La commune se trouve dans l'aire géographique et dans la zone de production du lait, de fabrication et d'affinage du fromage Valençay.

## Culture locale et patrimoine

### Lieux et monuments
- Château féodal de Fromenteau (XVe siècle) : il ne reste plus que son pigeonnier, visible depuis la RD 927. Il compte 1 400 niches. Une autre tour est recouverte sous les broussailles.
- Château féodal de Rochefolle : il fut bâti à la lisière de la forêt de Villemort. De forme approximativement quadrangulaire, il occupait une position forte au-dessus du Gourdon. Transformé en exploitation agricole, il semble dater de la fin de la guerre de Cent Ans.
- Abbaye de Varennes (XIIe siècle) : abbaye cistercienne fondée sur l'emplacement d'une installation antérieure des disciples de Saint Benoît du VIe siècle qui a été détruite. Abandonnée depuis la Révolution, il reste l'église abbatiale, ouverte au public en été, et deux logis (la Maison de l'abbé, 1699 ; la Maison du prieur, 1725) devenus propriétés privées, ainsi que des communs. Ces bâtiments sont classés monuments historiques (1994), pour les uns, ou inscrits à l'inventaire supplémentaire pour les autres.
- Église Saint-Pierre (XIIe siècle) : elle date en grande partie du XIIe siècle mais elle a bénéficié de restaurations au XIXe siècle qui lui donnent son aspect actuel. À l'intérieur, la pierre tombale d'un abbé de Varennes, Jean VI, est exposée. Deux vitraux du XIXe siècle sont œuvres du peintre verrier toulousain Auguste Charlemagne, grand-père du peintre Paul Charlemagne[36].
- Monument aux morts
- Croix de pierre (XVIe siècle) : la croix vient de l'ancien cimetière, elle rappelle la mort tragique de la nièce du seigneur de Rochefolle, venue voir son fiancé parti à la chasse. Elle mourut de frayeur en voyant un pendu[37].
- Chêne des Pendus (XVe siècle) : planté selon la légende, il est situé sur la commune de Saint-Denis-de-Jouhet mais est la propriété de Fougerolles. Au cœur du bois de Villemort, il aurait été planté par le seigneur de Rochefolle, égaré lors d'une chasse, en contrepartie de l'aide d'un vieillard. Son nom lui vient de son rôle lors des battues au loup : il servait à y suspendre les carcasses des fauves.

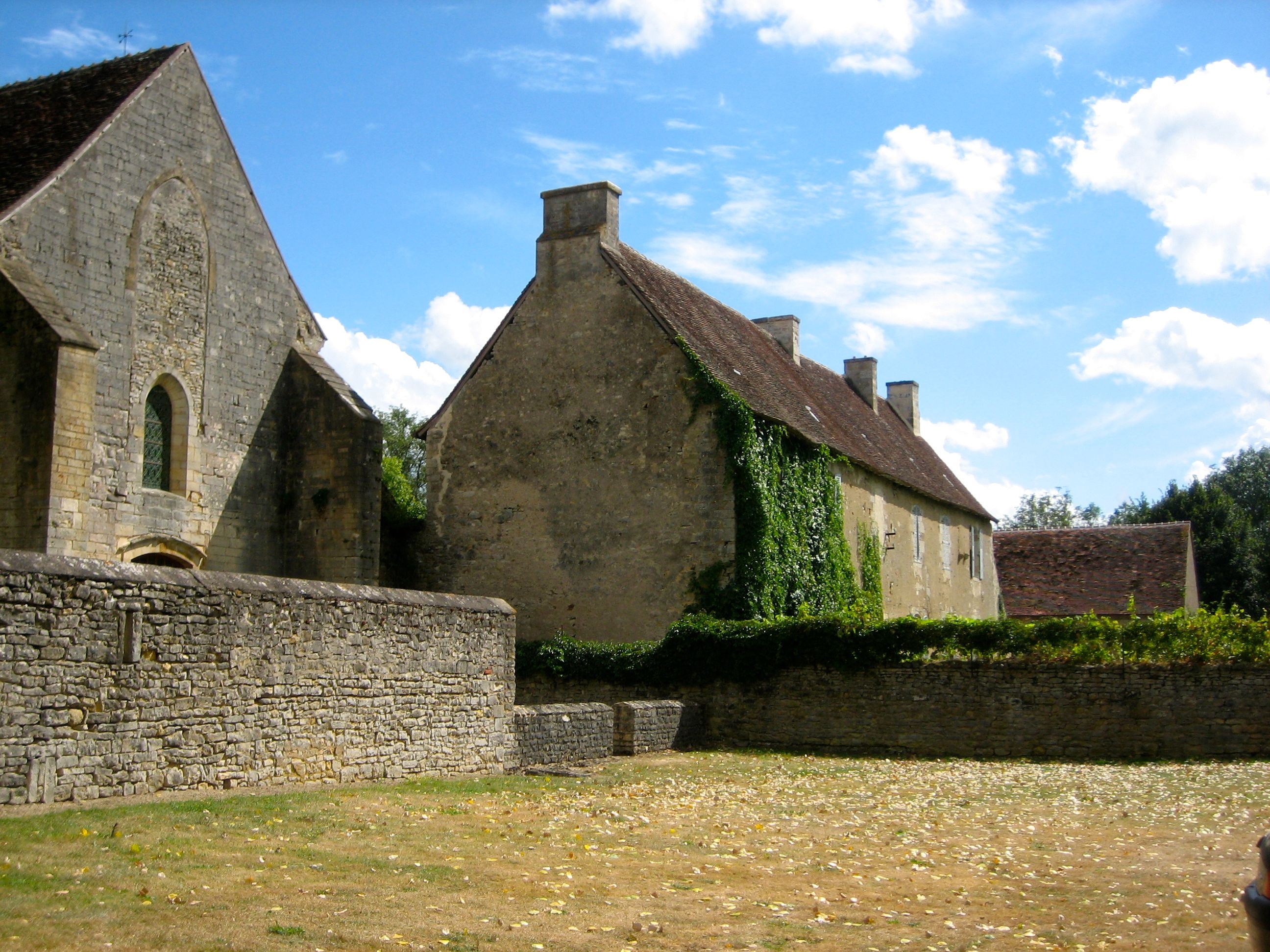
L'abbaye de Varennes en 2012.
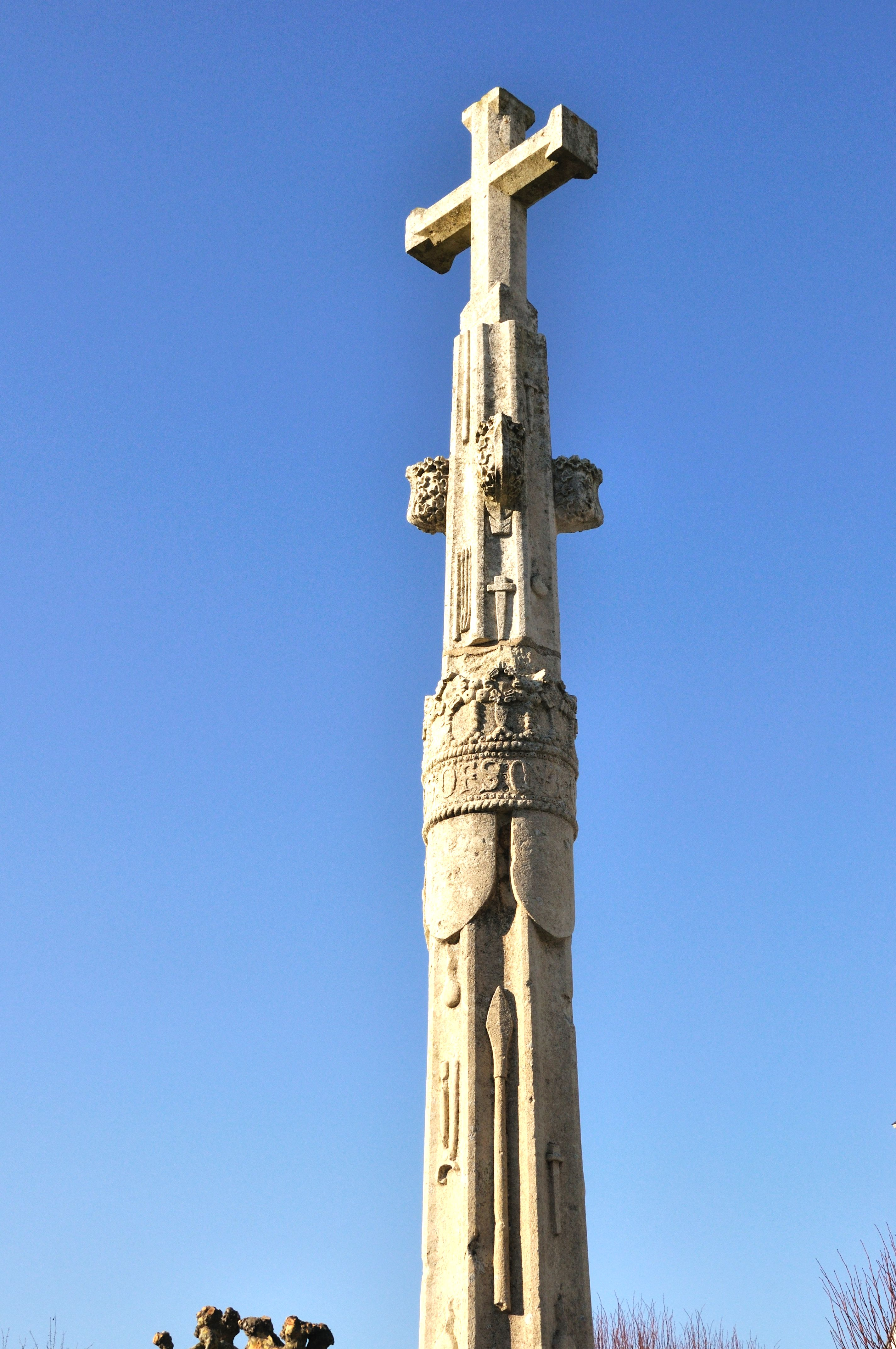
La croix de pierre en 2011.
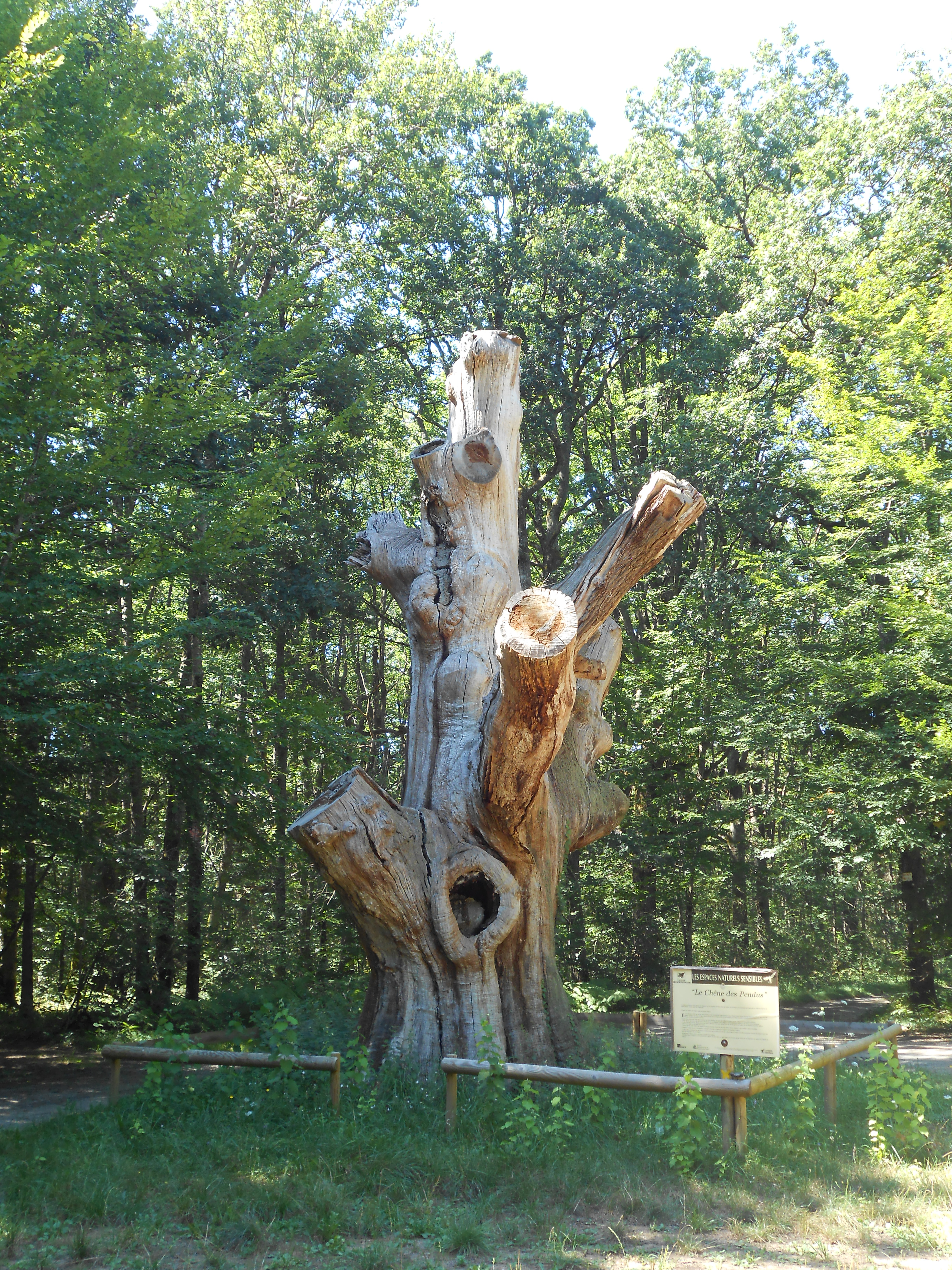
Le chêne des Pendus en 2024.
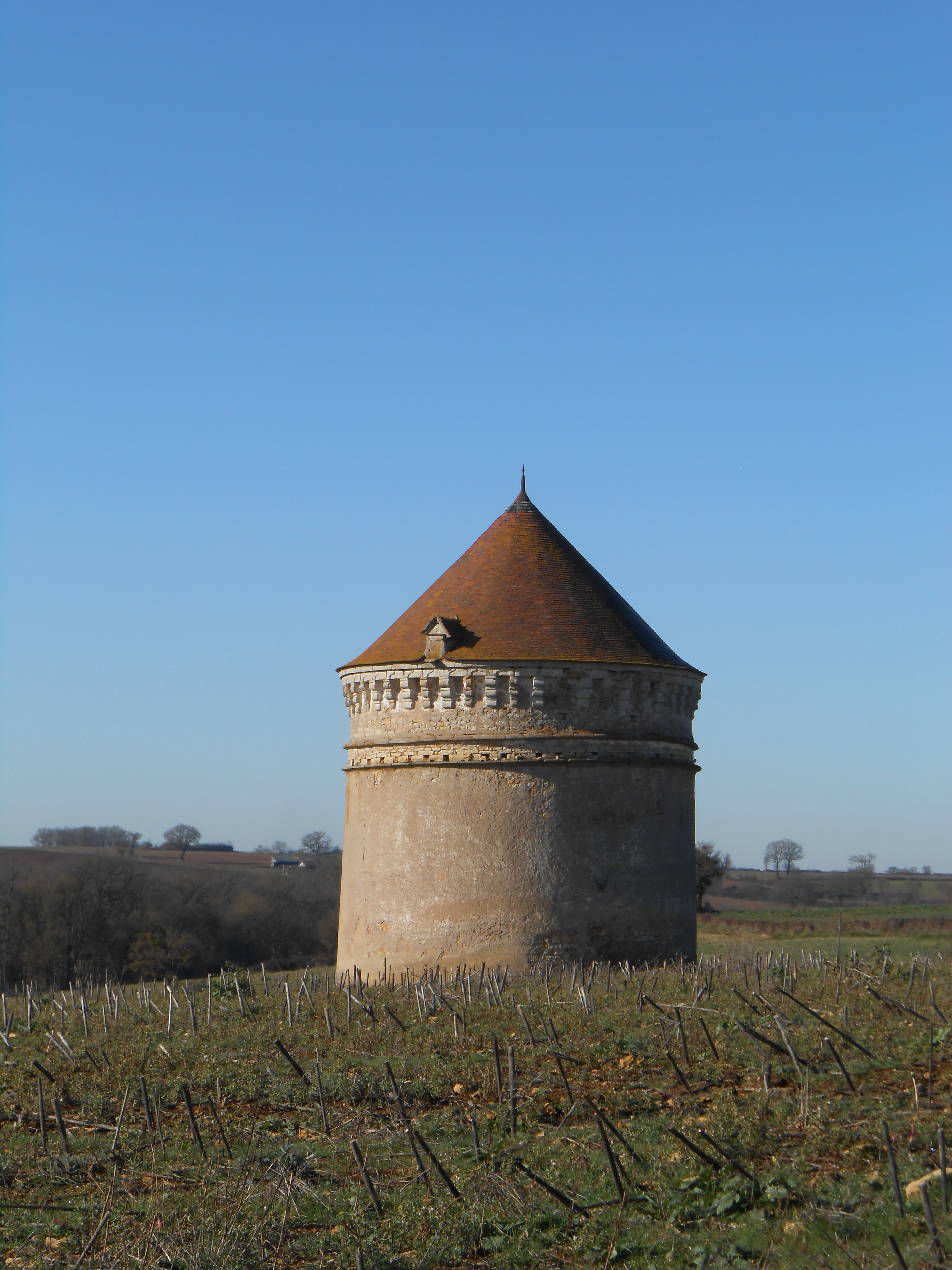
Pigeonnier vu depuis la D19 en 2025.

### Personnalités liées à la commune
- Armand-Joseph de Buchepot (1765-1814), marquis de Buchepot, seigneur de Fougerolles et de Fromenteau. Ancien maire  et conseiller général de l'Indre.
- Jenny de Vasson (1872-1920), photographe française, morte à l'abbaye de Varennes.